# Борго-Сан-Джакомо
Борго-Сан-Джакомо, Борґо-Сан-Джакомо (італ. Borgo San Giacomo) — муніципалітет в Італії, у регіоні Ломбардія, провінція Брешія.
Борго-Сан-Джакомо розташоване на відстані близько 440 км на північний захід від Рима, 65 км на схід від Мілана, 28 км на південний захід від Брешії.
Населення — 5512 осіб (2014).
Щорічний фестиваль відбувається 25 липня. Покровитель — San Giacomo il Maggiore.

## Демографія
Населення за роками:

Станом на 1 січня 2023 року в муніципалітеті офіційно проживало 737 іноземців з 25 країн, серед них 100 громадян країн Євросоюзу та 10 громадян України.

## Сусідні муніципалітети
- Аццанелло
- Кастельвісконті
- Орцинуові
- Куїнцано-д'Ольйо
- Сан-Паоло
- Веролануова
- Веролавеккія
- Віллак'яра